# فلاديمير إليوشن
الفريق فلاديمير سيرجيفيتش إليوشن (بالروسية: Владимир Сергеевич Ильюшин)؛ (31 مارس 1927 - 1 مارس 2010)، طيار اختباري روسي، وهو ابن مصمم الطائرات سيرجي إليوشن . قد أمضى معظم عمله كطيار اختباري لدى شركة سوخوي. وفي عام 1961 ظهرت بعض الشائعات التي تشير إلى أن فلاديمير إليوشن كان أول رائد فضاء بدلا من يوري جاجارين، وأن المهمة انتهت بسوء، فتم اخفاء الخبر من قبل الاتحاد السوفيتي.